# Stefan Küng
Stefan Küng (* 16. listopadu 1993) je švýcarský profesionální silniční a dráhový cyklista jezdící za UCI WorldTeam Groupama–FDJ. Je také občanem Lichtenštejnska.

## Kariéra
V roce 2015 vyhrál Küng individuální stíhačku na dráhovém mistrovství světa poté, co ve finále porazil Jacka Bobridge. Do vedení se Küng dostal až v posledních 250 metrech. Téhož roku na Tour de Romandie Küng získal do té doby nejvýznamnější vítězství na silnici. V deštivém dni se dostal do brzkého úniku a 30 km před cílem se mu podařilo ujet ostatním závodníkům. Svůj náskok si udržel a sólo proťal cílovou pásku ve Fribourgu na prvním místě. Připsal si tak vítězství ve čtvrté etapě závodu. V červenci 2017 byl jmenován na startovní listině Tour de France 2017. V letech 2020 a 2021 se Küng stal evropským šampionem v časovce.

## Hlavní výsledky

### Silniční cyklistika
2010
Tour du Pays de Vaud
7. místo celkově
2011
Národní šampionát
 vítěz časovky juniorů
3. místo silniční závod juniorů
vítěz Tour de Berne Juniors
Hry malých států Evropy
 2. místo silniční závod
 2. místo časovka
Internationale Junioren Driedaagse
3. místo celkově
Tour du Pays de Vaud
3. místo celkově
vítěz 6. etapy
Grand Prix Rüebliland
10. místo celkově
2013
Národní šampionát
 vítěz časovky do 23 let
3. místo silniční závod do 23 let
Hry malých států Evropy
 vítěz časovky
5. místo silniční závod
vítěz Giro del Belvedere
3. místo Chrono Champenois
Mistrovství světa
6. místo časovka do 23 let
9. místo Tour de Berne
2014
Mistrovství Evropy
 vítěz silničního závodu do 23 let
 vítěz časovky do 23 let
Tour de Normandie
 celkový vítěz
 vítěz soutěže mladých jezdců
vítěz prologu
vítěz Flèche Ardennaise
Národní šampionát
2. místo časovka
Mistrovství světa
 3. místo časovka do 23 let
4. místo Chrono Champenois
8. místo Tour de Berne
10. místo Omloop Het Nieuwsblad Beloften
2015
Mistrovství světa
 vítěz týmové časovky
vítěz Volta Limburg Classic
Tour de Romandie
vítěz 4. etapy
Driedaagse van De Panne–Koksijde
4. místo celkově
2016
Eneco Tour
vítěz 5. etapy (TTT)
Mistrovství světa
 2. místo týmová časovka
Driedaagse van De Panne–Koksijde
7. místo celkově
Ster ZLM Toer
9. místo celkově
2017
Národní šampionát
 vítěz časovky
2. místo silniční závod
Tour de Romandie
 vítěz bodovací soutěže
vítěz 2. etapy
BinckBank Tour
vítěz 2. etapy (ITT)
Tirreno–Adriatico
vítěz 1. etapy (TTT)
Volta a la Comunitat Valenciana
vítěz 1. etapy (TTT)
Mistrovství světa
 2. místo týmová časovka
Tour of Britain
3. místo celkově
Tour de France
lídr  po etapách 1 – 2
2018
Národní šampionát
 vítěz časovky
Tour de Suisse
vítěz etap 1 (TTT) a 9 (ITT)
BinckBank Tour
vítěz 2. etapy (ITT)
Tour de France
vítěz 3. etapy (TTT)
Tirreno–Adriatico
vítěz 1. etapy (TTT)
Volta a la Comunitat Valenciana
vítěz 3. etapy (TTT)
Mistrovství světa
 3. místo týmová časovka
Mistrovství Evropy
7. místo časovka
10. místo E3 Harelbeke
2019
Národní šampionát
 vítěz časovky
vítěz Tour du Doubs
Tour de Romandie
vítěz 2. etapy
Volta ao Algarve
vítěz 3. etapy (ITT)
Mistrovství světa
 3. místo silniční závod
10. místo časovka
Okolo Slovenska
3. místo celkově
vítěz etapy 1b (ITT)
Mistrovství Evropy
4. místo časovka
BinckBank Tour
8. místo celkově
9. místo Binche–Chimay–Binche
2020
Mistrovství Evropy
 vítěz časovky
Národní šampionát
 vítěz časovky
 vítěz silničního závodu
Mistrovství světa
 3. místo časovka
BinckBank Tour
3. místo celkově
5. místo Gent–Wevelgem
8. místo Driedaagse Brugge–De Panne
9. místo Omloop Het Nieuwsblad
Tour de France
 cena bojovnosti po etapách 10 a 14
2021
Mistrovství Evropy
 vítěz časovky
Národní šampionát
 vítěz časovky
Volta a la Comunitat Valenciana
 celkový vítěz
vítěz 4. etapy (ITT)
vítěz Chrono des Nations
Tour de Suisse
vítěz 1. etapy (ITT)
Olympijské hry
4. místo časovka
Mistrovství světa
5. místo časovka
Benelux Tour
5. místo celkově
6. místo Gent–Wevelgem
2022
Mistrovství světa
 vítěz smíšené týmové štafety
 2. místo časovka
Tour Poitou-Charentes en Nouvelle-Aquitaine
 celkový vítěz
vítěz etapy 3b (ITT)
vítěz Chrono des Nations
Mistrovství Evropy
 2. místo časovka
3. místo Paříž–Roubaix
3. místo E3 Saxo Bank Classic
Tour de Suisse
5. místo celkově
5. místo Kolem Flander
6. místo Dwars door Vlaanderen
Volta ao Algarve
7. místo celkově
7. místo Tour du Doubs
8. místo Amstel Gold Race
2023
Mistrovství světa
 vítěz smíšené týmové štafety
5. místo silniční závod
Tour de Suisse
vítěz 1. etapy (ITT)
Okolo Slovenska
2. místo celkově
4. místo Bretagne Classic
Národní šampionát
5. místo silniční závod
Volta ao Algarve
5. místo celkově
vítěz 5. etapy (ITT)
5. místo Paříž–Roubaix
6. místo Kolem Flander
6. místo E3 Saxo Classic
2024
Národní šampionát
 vítěz časovky
Mistrovství Evropy
 2. místo časovka
Vuelta a España
vítěz 21. etapy (ITT)
5. místo Paříž–Roubaix
9. místo Volta ao Algarve
Olympijské hry
8. místo časovka
7. místo silniční závod
3. místo Dwars door Vlaanderen

#### Výsledky na Grand Tours
| Grand Tour      | 2015 | 2016 | 2017 | 2018 | 2019 | 2020 | 2021 | 2022 | 2023 | 2024 |
| --------------- | ---- | ---- | ---- | ---- | ---- | ---- | ---- | ---- | ---- | ---- |
| Giro d'Italia   | DNF  | 60   | —    | —    | —    | —    | —    | —    | DNF  | —    |
| Tour de France  | —    | —    | 79   | 53   | 96   | DNF  | 49   | 32   | 54   | DNF  |
| Vuelta a España | —    | —    | —    | —    | —    | —    | —    | —    | —    | 39   |

#### Výsledky na klasikách
| Monument               | 2015                             | 2016                             | 2017                             | 2018                             | 2019                             | 2020                             | 2021                             | 2022                             | 2023                             | 2024                             |
| ---------------------- | -------------------------------- | -------------------------------- | -------------------------------- | -------------------------------- | -------------------------------- | -------------------------------- | -------------------------------- | -------------------------------- | -------------------------------- | -------------------------------- |
| Milán – San Remo       | —                                | —                                | —                                | —                                | 59                               | 52                               | —                                | —                                | —                                | 23                               |
| Kolem Flander          | —                                | 60                               | 41                               | 55                               | 44                               | 102                              | 44                               | 5                                | 6                                | 41                               |
| Paříž–Roubaix          | 63                               | 41                               | DNF                              | DNF                              | 11                               | NS                               | DNF                              | 3                                | 5                                | 5                                |
| Lutych–Bastogne–Lutych | Nezúčastnil se během své kariéry | Nezúčastnil se během své kariéry | Nezúčastnil se během své kariéry | Nezúčastnil se během své kariéry | Nezúčastnil se během své kariéry | Nezúčastnil se během své kariéry | Nezúčastnil se během své kariéry | Nezúčastnil se během své kariéry | Nezúčastnil se během své kariéry | Nezúčastnil se během své kariéry |
| Giro di Lombardia      | Nezúčastnil se během své kariéry | Nezúčastnil se během své kariéry | Nezúčastnil se během své kariéry | Nezúčastnil se během své kariéry | Nezúčastnil se během své kariéry | Nezúčastnil se během své kariéry | Nezúčastnil se během své kariéry | Nezúčastnil se během své kariéry | Nezúčastnil se během své kariéry | Nezúčastnil se během své kariéry |
| Klasika                | 2015                             | 2016                             | 2017                             | 2018                             | 2019                             | 2020                             | 2021                             | 2022                             | 2023                             | 2024                             |
| Omloop Het Nieuwsblad  | —                                | —                                | 61                               | 22                               | 18                               | 9                                | 38                               | 12                               | 25                               | 16                               |
| Kuurne–Brusel–Kuurne   | —                                | —                                | 15                               | —                                | 21                               | 35                               | 20                               | 47                               | —                                | —                                |
| Strade Bianche         | —                                | —                                | 15                               | 16                               | 15                               | 14                               | 31                               | —                                | —                                | —                                |
| E3 Harelbeke           | —                                | 31                               | —                                | 10                               | 56                               | NS                               | 20                               | 3                                | 6                                | 16                               |
| Gent–Wevelgem          | —                                | —                                | 81                               | 64                               | 16                               | 5                                | 6                                | 36                               | 52                               | 14                               |
| Amstel Gold Race       | —                                | —                                | —                                | —                                | —                                | NS                               | —                                | 8                                | —                                | 29                               |
| Valonský šíp           | —                                | 134                              | —                                | —                                | —                                | —                                | —                                | —                                | —                                |                                  |
| Bretagne Classic       | DNF                              | —                                | —                                | —                                | —                                | —                                | —                                | 70                               | 4                                |                                  |

#### Výsledky na šampionátech
| Akce               | Akce           | 2014      | 2015      | 2016 | 2017      | 2018      | 2019      | 2020      | 2021      | 2022      | 2023      | 2024 |
| ------------------ | -------------- | --------- | --------- | ---- | --------- | --------- | --------- | --------- | --------- | --------- | --------- | ---- |
| Olympijské hry     | Silniční závod | Nejelo se | Nejelo se | —    | Nejelo se | Nejelo se | Nejelo se | Nejelo se | 40        | Nejelo se | Nejelo se | 7    |
| Olympijské hry     | Časovka        | Nejelo se | Nejelo se | —    | Nejelo se | Nejelo se | Nejelo se | Nejelo se | 4         | Nejelo se | Nejelo se | 8    |
| Mistrovství světa  | Silniční závod | —         | —         | 38   | 44        | —         | 3         | —         | 41        | 20        | 5         |      |
| Mistrovství světa  | Časovka        | —         | 19        | 17   | 25        | 12        | 10        | 3         | 5         | 2         | 12        |      |
| Mistrovství světa  | Týmová časovka | —         | 1         | 2    | 2         | DNF       | Nejelo se | Nejelo se | Nejelo se | Nejelo se | Nejelo se |      |
| Mistrovství Evropy | Časovka        | Nejelo se | Nejelo se | 16   | —         | 7         | 4         | 1         | 1         | 2         |           |      |
| Národní šampionát  | Časovka        | 2         | —         | —    | 1         | 1         | 1         | 1         | 1         | —         |           |      |
| Národní šampionát  | Silniční závod | 7         | —         | DNF  | 2         | 13        | 13        | 1         | —         | —         | 5         |      |

| —   | Nezúčastnil se |
| DNF | Nedokončil     |
| JS  | Jede se        |

### Dráhová cyklistika
2011
Mistrovství Evropy juniorů
 vítěz madisonu (s Thiérym Schirem)
Národní juniorský šampionát
 vítěz omnia
2013
Mistrovství Evropy do 23 let
 vítěz individuální stíhačky
 vítěz týmové stíhačky
 2. místo madison (s Thiérym Schirem)
Národní šampionát
 vítěz individuální stíhačky
Mistrovství světa
 3. místo individuální stíhačka
2014
Mistrovství Evropy do 23 let
 vítěz individuální stíhačky
 vítěz týmové stíhačky
Mistrovství světa
 2. místo individuální stíhačka
 3. místo madison (s Thiérym Schirem)
2015
Mistrovství světa
 vítěz individuální stíhačky
Mistrovství Evropy
 vítěz individuální stíhačky
 2. místo týmová stíhačka
Národní šampionát
 vítěz individuální stíhačky
 vítěz bodovacího závodu
 vítěz madisonu (s Thiérym Schirem)